# 中国とブルネイの関係
中国とブルネイの関係（中国語: 中國－汶萊關係、英語: Brunei–China relations、マレー語: Hubungan Brunei - China）では、中国の歴代王朝とブルネイとの関係、特に中華人民共和国とブルネイ・ダルサラーム国との関係について記述する。中華人民共和国とブルネイ・ダルサラーム国は1991年に両国間は正式に国交を樹立した。

## 概要

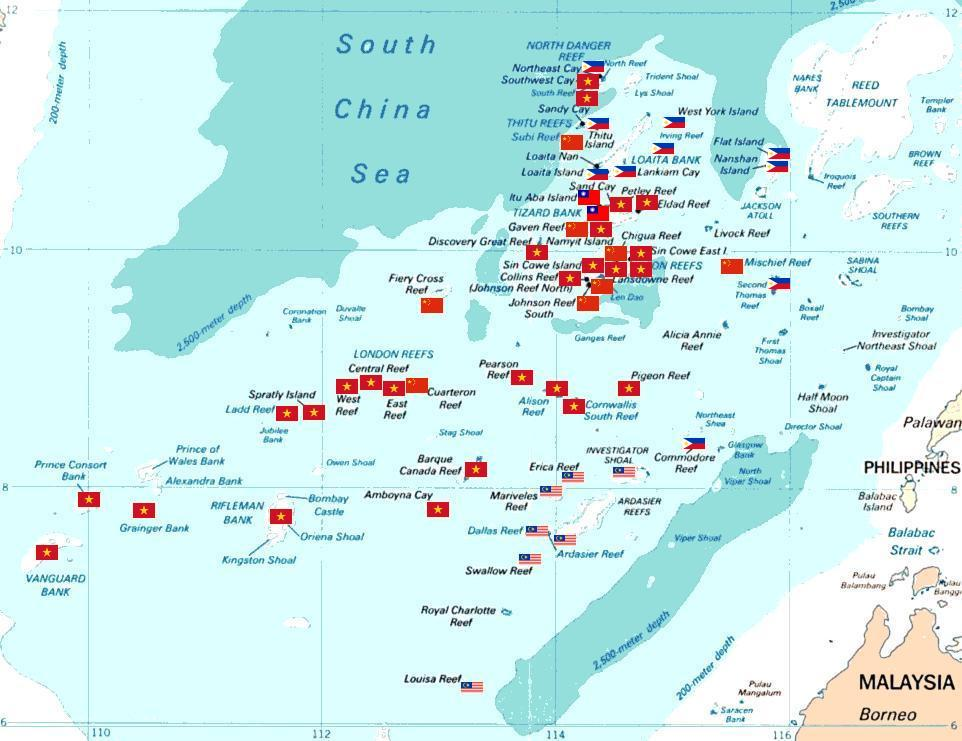
南沙諸島の各国軍領有状況（英語名）

中華人民共和国政府とブルネイ・ダルサラーム政府は、1991年9月30日に国交を結び、そののち、ブルネイの首都バンダルスリブガワンに中国大使館を、中国の首都北京にブルネイ大使館をそれぞれ設置した。中国にとってブルネイは、2015年現在の東南アジア諸国において比較的新しく国交を樹立した国家であるが、両国関係は前漢時代にさかのぼることのできる歴史的な関係性を持った国でもある。一方で、両国は南シナ海におけるスプラトリー諸島の領有権問題を抱えている。

## 歴史

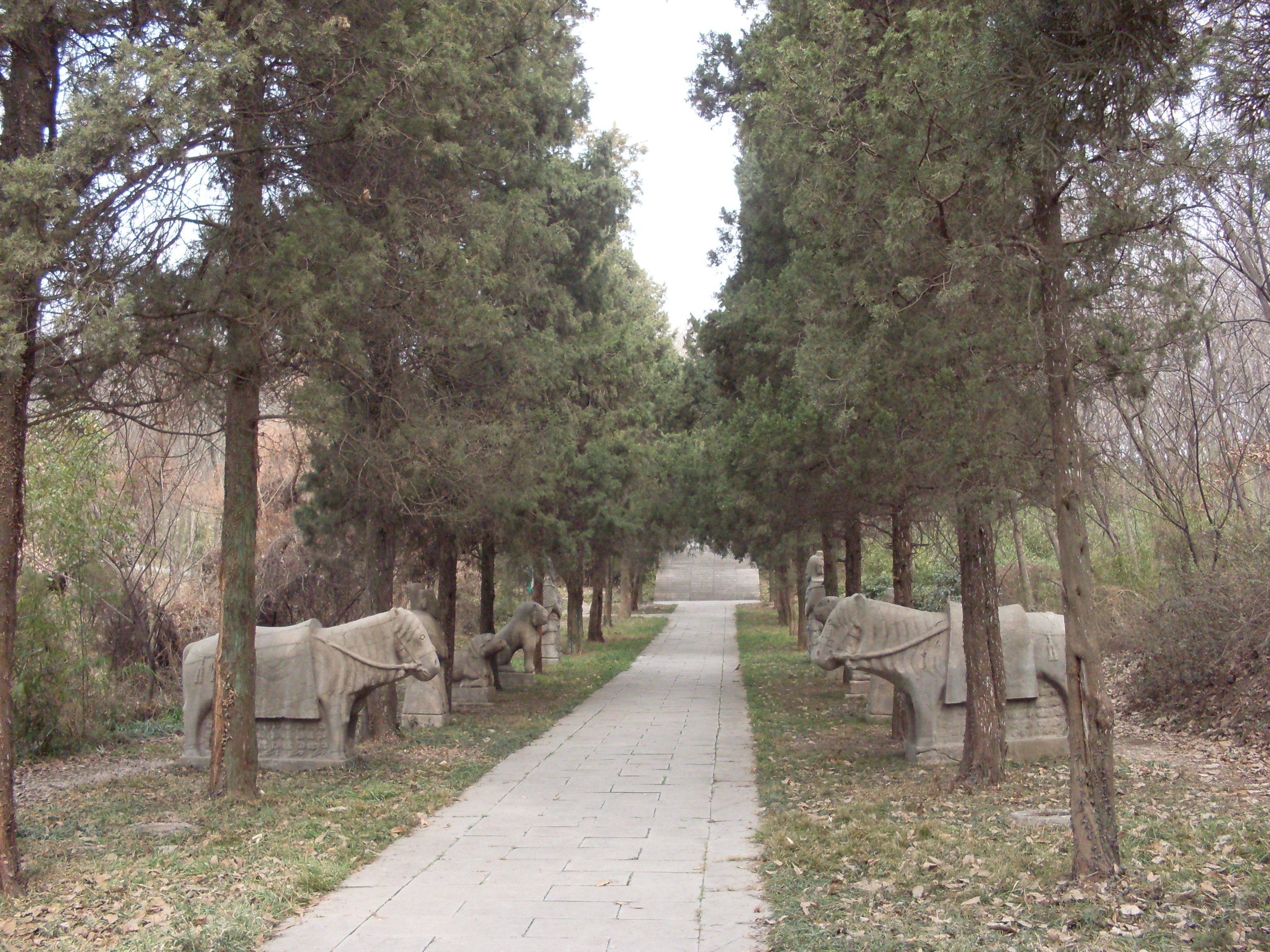
中国、南京にあるブルネイ第2代国王アブドゥル・マジード・ハサンの霊廟。

中国とブルネイの関係は約2000年前、中国大陸に前漢王朝のころからあると歴史家たちは考えている。また、13世紀ないし14世紀ごろに福建省アモイや中華民国金門県を中心とした出身の中国系入植者がボルネオ島に到着し、現在のブルネイ周辺地域に定住したと考えられている。文献としては、1225年ごろに趙汝适により書かれた『諸蕃志』には、971年に渤泥国（現在のブルネイのあたりに存在したと考えられる都市国家）から宋王朝に朝貢した記録が残っている。1408年、ブルネイ第2代スルタン・国王アブドゥル・マジード・ハサンは、明王朝へ入貢していた際に病気を患い死亡し、南京にて埋葬され墓が建立された。近代において1888年にブルネイはイギリスの保護領となり、1912年に中国大陸において中華民国が成立した。1920年代にブルネイにて石油が発見されたことにより、大多数の中国人移民がブルネイに移住してきた。第二次世界大戦を経て、1949年に中国大陸に中華人民共和国が成立した際、ブルネイはまだイギリスの統治下にあった。1976年に中華民国政府・台湾が在ブルネイ極東貿易文化センターを設立した。
1984年1月1日にブルネイがイギリスより独立したのち、中華人民共和国とブルネイ・ダルサラーム国は1991年9月30日に国交を結び、互いに大使を派遣し、大使館を設置するに至る。

## 政治
近年における二国間の政治指導者の会談は南シナ海の問題と「南中国海各国行動宣言」の確認が主な事項となっている。近年の会談を以下に述べる。2005年に胡錦濤国家主席が、2011年に温家宝総理がそれぞれブルネイを訪問しボルキア国王と会談した。2013年4月ボルキア国王は中国を訪問し習近平国家主席と会談した。両国元首は会談する中で、二国間関係を発展させ「戦略的協力関係」を築いていくことで確認し声明を発表した。2013年10月9日、李克強総理は第１６回中ASEAN首脳会議に出席するためブルネイを訪れ、ボルキア国王と会談をした。

## 経済
中国とASEAN各国間の貿易における90%以上の品目がゼロ関税であるように、ブルネイもまた中国に対する平均関税を12.8%から0.6%に引き下げ、中国のブルネイに対する関税も以前の平均9.8%から平均0.1%に引き下げ、自由貿易圏を構築している。中国は、ブルネイの基幹産業であるエネルギーの分野において、石油化学・天然ガス事業の数多く参画している。そのような経済状況の中、ブルネイには首都バンダルスリブガワンと国内西部クアラ・ブライトの二か所に60年以上の歴史を持つ華僑商業会議所がある。

## 軍事
西太平洋海軍フォーラムには中国とブルネイ両国ともに参加し軍事協力を行っている。

## 文化
2006年現在、ブルネイには約43,000人の中国系住民が居住している。その数はブルネイ国内の10パーセントを超える。
中国南京市とブルネイ国バンダルスリブガワンは互いに姉妹関係を結んでいる
|}。

## 外交使節

### 在ブルネイ中国大使
在マレーシア中国大使（在ブルネイ中国大使を兼轄）
- 金桂華（中国語版）（1992～1993年）

在ブルネイ中国大使
- 劉新生（中国語版）（1993～1998年）
- 王建立（中国語版）（1998～2000年）
- 瞿文明（中国語版）（2000～2002年）
- 魏葦（中国語版）（2002～2005年）
- 楊燕怡（中国語版）（2005～2007年）
- 佟曉玲（中国語版）（2007～2010年）
- 閔永年（中国語版）（2010～2011年）
- 鄭祥林（中国語版）（2011～2015年）
- 楊健（中国語版）（2015～2018年、信任状捧呈は1月26日[13]）
- 于紅（中国語版）（2018年～、信任状捧呈は2月4日[14]）